# Àgora (programa de televisió)
Àgora fou un programa de televisió d'anàlisi i debat polític, de Televisió de Catalunya. Va néixer el 1999 al Canal 33, presentat per Josep Puigbó. A partir de 2002 el va presentar Ramon Rovira i Pol i des del 2007 i durant dos anys va ser conduït per Xavi Coral. Des de 2009 va passar a ser emès per TV3 i presentat per Xavier Bosch, amb la incorporació de nous gèneres com l'entrevista, fins a la fi del programa, el 8 de juliol de 2013.

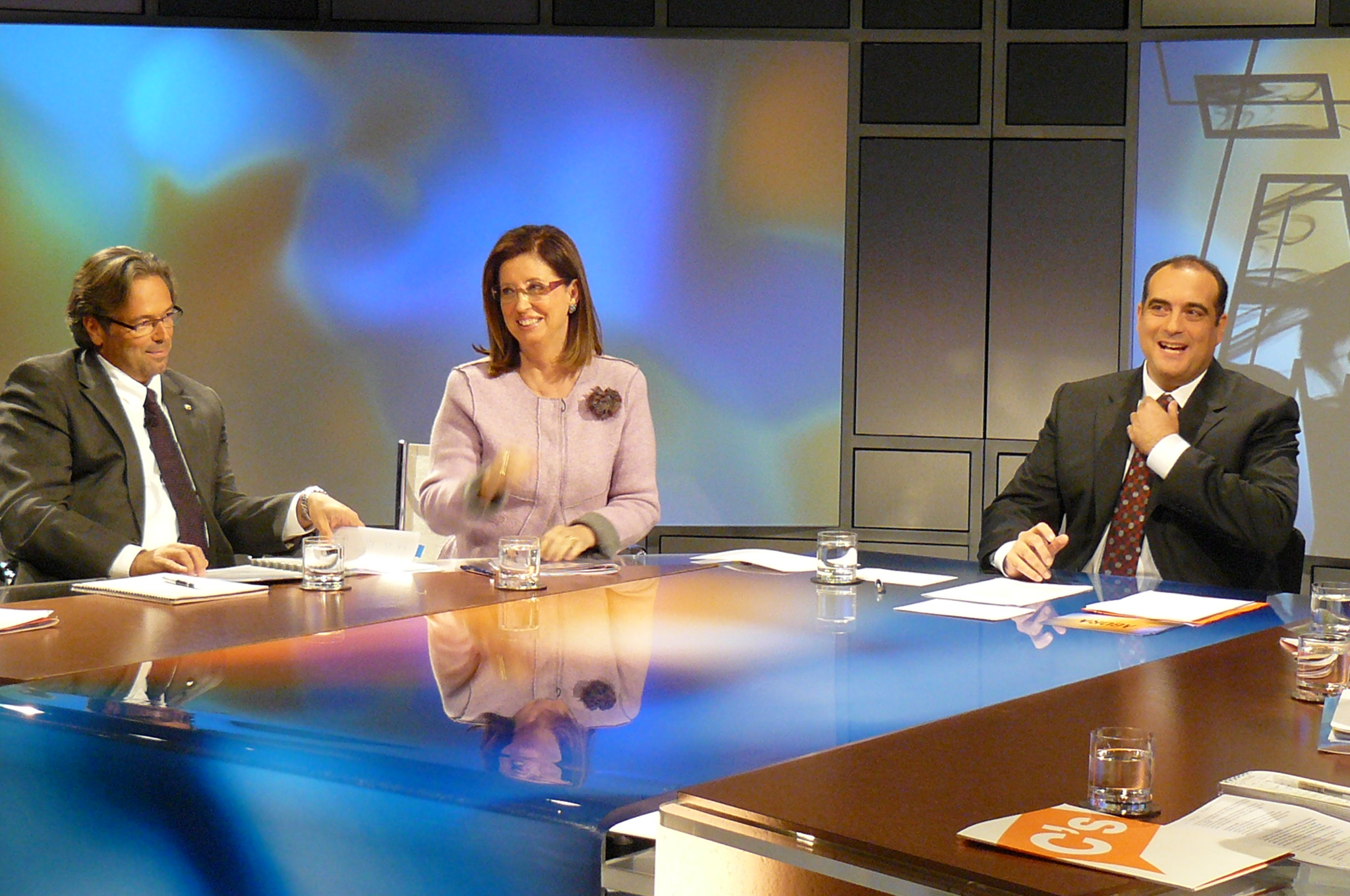
Ernest Benach i Irene Rigau a un debat a l'Àgora (2009) amb el presentador Xavier Bosch

Quan va iniciar a TV3 va recollir un 6,6% de quota de pantalla. A la seva última temporada, la més exitosa, va tenir 193.000 espectadors de mitjana i una quota de pantalla del 8%.